# Крюков, Александр Александрович (Герой Советского Союза)
Александр Александрович Крюков (1907—1957) — майор Рабоче-крестьянской Красной Армии, участник Великой Отечественной войны, Герой Советского Союза (1944).

## Биография
Александр Крюков родился 16 апреля 1907 года в деревне Соколово (ныне — Сусанинский район Костромской области). После окончания церковно-приходской школы работал сначала в родительском хозяйстве, затем в совхоз. Позднее работал на костромских и ивановских заводах, учился на рабфаке и в аэроклубе. 
В 1933 году Крюков окончил Тамбовскую школу лётчиков Гражданского воздушного флота. 
В 1933—1935 годах проходил службу в Рабоче-крестьянской Красной Армии. Демобилизовавшись, работал в гражданской авиации. 
В июне 1941 года Крюков повторно был призван в армию.
К августу 1944 года майор Александр Крюков командовал эскадрильей 338-го авиаполка 12-й авиадивизии 7-го авиакорпуса АДД СССР. К тому времени он совершил 427 боевых вылетов на бомбардировку скоплений боевой техники и живой силы противника, его важных объектов, нанеся ему большие потери.
Указом Президиума Верховного Совета СССР от 5 ноября 1944 года за «образцовое выполнение заданий командования и проявленные мужество и героизм в боях с немецкими захватчиками» майор Александр Крюков был удостоен высокого звания Героя Советского Союза с вручением ордена Ленина и медали «Золотая Звезда» за номером 5312.
В феврале 1945 года по состоянию здоровья Крюков был уволен в запас. Проживал в Куйбышеве, работал в гражданской авиации. Скоропостижно умер 18 октября 1957 года.
Был награждён двумя орденами Ленина, орденами Отечественной войны 1-й и 2-й степеней, Красной Звезды, рядом медалей.